# Alessandria (isola)
Alessandria (in croato Lirica) è un isolotto della Dalmazia meridionale, in Croazia, adiacente alla penisola di Sabbioncello. Amministrativamente appartiene al comune della città di Stagno, nella regione raguseo-narentana.
Alessandria si trova sul lato sud-ovest di Sabbioncello, circa 130 m da punta Provizda (rt Prezdra), all'ingresso meridionale di baia Giuliana o valle di Giuliana (zaton Žuljana) e 2,6 km circa a sud-ovest dal villaggio omonimo. L'isolotto ha una forma triangolare con una superficie di 0,022 km², la costa lunga 0,67 km e l'altezza di 24,1 m. Sull'isolotto c'è un faro di segnalazione.

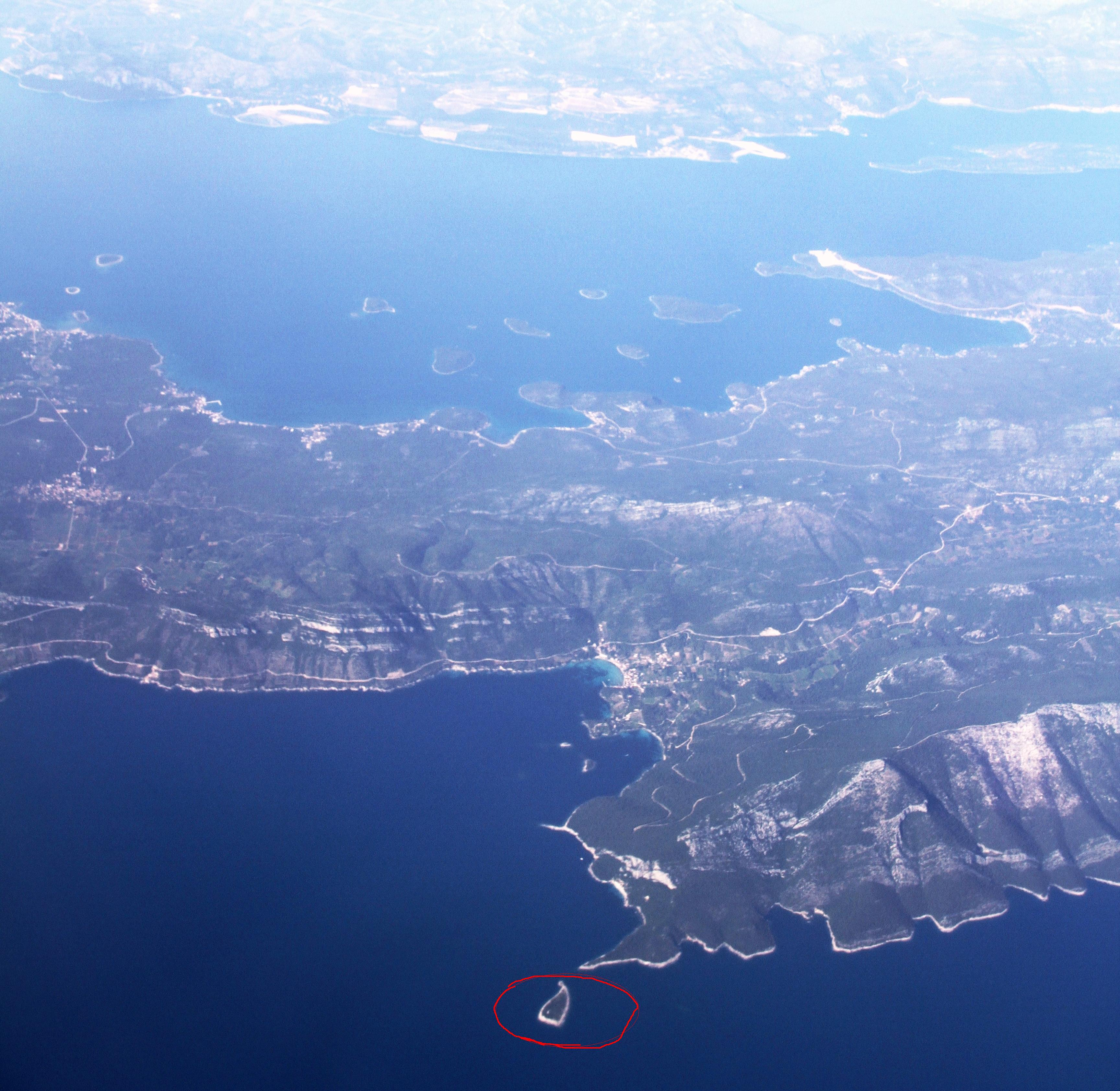
La posizione di Alessandria in una foto satellitare

A nord-est di Alessandria, sul lato orientale della baia Giuliana ci sono due scogli:
- Cosmaz[9] (Kosmač), scoglio con un'area di 4995 m²[7] e la costa lunga 319 m[7], situato nella piccola valle Vucine[10] (uvala Vučine), detta anche porto Galera[5], che si trova a sud del villaggio di Giuliana[11] (Žuljana) 42°53′10″N 17°26′40″E.
- Mirischie[12] (Mirište), piccolo scoglio a 150 m da un piccolo promontorio a sud-ovest del villaggio di Giuliana e 150 m[2] a nord di Cosmaz; ha un'area di 1934 m²[7] e l'altezza di 5,4 m[2] 42°53′17″N 17°26′40″E.

### Cartografia
- (HR) Mappa topografica della Croazia 1:25000, su preglednik.arkod.hr. URL consultato il 12 febbraio 2017.